# Bassamba
Bassamba är ett arrondissement i Kamerun.   Det ligger i regionen Västra regionen, i den västra delen av landet, 170 km nordväst om huvudstaden Yaoundé.